# سجن العمر
سجن العمر  كتاب للأديب المصري توفيق الحكيم صدر عام 1964 عن دار الشروق في 230 صفحة  وهو سيرة ذاتية لتوفيق الحكيم يحكى فيها محطات من حياته ورحلته منذ النشأة وحتى سفره إلى باريس للحصول على شهادة الدكتوراه.
أعادت دار الشروق إصدار الكتاب للمرة الرابعة.

## مقدمة
هذه الصفحات ليست مجرد سرد وتاريخ لحياة. . . إنها تعليل وتفسير لحياة. . . إنى أرفع فيها الغطاء عن جهازى الآدمى لأفحص تركيب ذلك «المحرك» الذي نسميه الطبيعة أو الطبع. هذا المحرك المتحكم في قدرتى، الموجه لمصيري... من أي شئ صنع؟ . . . من أي الأجزاء شكل وركب؟ لنبدأ إذن من البداية: من يوم وجدت على هذه الأرض كما يوجد كل مخلوق حي، بالميلاد من أب وأم.
وما دمنا لا نستطيع أن نختار والدينا. . . ما دمنا لا نستطيع أن نختار الأجزاء التي منها نصنع، فلنفحص إذن هذه الأجزاء التي منها تكونا فحصا دقيقا صادقّا ولا نتحرج من الخروج قليلاً - كما اعتدناه في بلادنا - من وضع الأهل والآباء داخل قوالب جامدة وأطر ثابتة لصور الكمال والورع والصلاح إلى حد يحول دون أي تحليل إنساني. . . لا بد إذن من بعض الشجاعة والصراحة لنعرف على الأقل شيئًا عن تركيب طبعنا؛ هذا الطبع الذي يسجننا طول العمر...

## ملخص الكتاب
كانت ولادة الحكيم في منتصف ليل 9 أكتوبر عام 1898، في حي محرم بك بالإسكندرية. كان والده من أصل ريفي، وكان محبًا للأدب وللغة العربية، وعرف بين زملائه أمثال عبد العزيز فهمي، ولطفي السيد بولعه الشديد بالفلسفة والشعر. والأم أرستقراطية أحد أبناء الضباط الأتراك، وكانت قوية الشخصية.
كانت والدة الحكيم دائمًا ما تحذر الوالد من مغبة اهتمامه الزائد بالأدب والشعر والفلسفة، وأن ذلك سيكون على حساب خسارة وظيفته يومًا ما وهم في حاجة إلى المال، فكان ذلك وما للزواج من هموم، ومسؤوليات داعيًا لابتعاده عن الأدب وما يحب؛ حرصًا على الوظيفة.
تأخر الحكيم في دخول المدارس الأميرية؛ إذ كان والده كثير التنقل بين المديريات بطبيعة عمله، فانتسب متأخرًا عندما أصبح والده قاضيًا بالقاهرة، وهناك انجذب إلى الرسم وأحس فيه بنفس السرور الذي يحسه وهو يتلو القرآن الكريم.
استغرق الحكيم في قراءة القصص على نطاق واسع، والتهم منها الجيد والردئ على حد السواء، ولكن والده ما كانت ترضيه هذه المطالعات، والويل له إن لمح في يده قصة.
أقام الحكيم في الإسكندرية أثناء المرحلة الثانوية وترك والديه معه خادمة تقوم على شئونه، فاستهتر وتراخى واستهان وأهمل بعد نجاحه في المراحل الماضية، واهتم أكثر بالسينما تغراف، وكان تأجير الكتب والروايات نظير اشتراك شهري أمرًا شائعًا ومع استمراره في ذلك كانت الدروس تهمل وتتراكم، إلى أن جاء امتحان آخر العام، فإذا به يرسب في امتحان النقل إلى السنة الثانية، فغضب أهله لذلك، وكرهوا السينما، وانهالوا على ما كان في حوزته من كتب وروايات تقطيعًا وتمزيقًا. ولم يعد للسينما حتى انتسب لكلية الحقوق، انتبه الحكيم لدروسه، وكان لمعلم اللغة العربية الفضل في تعلقه الواعٍ بالأدب العربي، يذكر ذات مرة أنه طلب منهم موضوع إنشاء محدد، فما كان من الطلاب جميعًا إلا أن تكلفوا الأساليب، وزينوا القطع بأبيات الشعر، غير أن الحكيم كان مريضًا وقتها فكتب موضوعًا بسيطًا، فقال له المعلم: «أحسنت، إن خير البيان ما لا يتكلف فيه البيان».
أقام الحكيم مع عمه مدرس الرياضيات في حي السيدة زينب بالقاهرة وتمتع بحرية مطلقة وما لبث أن استغلها في إشباع ذائقته الفنية، فكان اهتمامه بالمسرح يزداد شيئًا فشيئا، وإلى جانب ما كان يقوم به من نشاط مسرحي مع أصدقائه، كان يذهب إلى مسرح عكاشة، ويعيش في كواليسه.
ولم يكن في كليته من الطلاب المميزين، ورسب في السنة الأولى منها، إلى أن شاء الله وتخرج فيها، فلما سأله والده عما سيفعل في عمله، خاف أن يذكر له ما يتعلق بالمسرح والفن، وذكر أنه يحب الأدب كالأستاذ لطفي السيد، فسخر والده منه ومن لطفي السيد، وأخذه وذهبا إليه في دار الكتب فأشار عليه بالذهاب إلى فرنسا لنيل الدكتوراة، فكان السفر وهناك عاش الحكيم حياة مختلفة واهتم بالفن والمسرح أكثر، وقضى فترة طويلة ولم ينل الدكتوراة، حتى عاد بأمر من والده، إلى أن توفى والده وأصبح الحكيم، الأديب والكاتب.
عاش الحكيم حياته سجين طباعه التي اكتسبها من والديه، فكان حكيمًا كوالده حريصًا في إنفاق المال، لا يميل إلى الصخب والأضواء، وأخذ عن والدته العاطفة، والكرم بعض الأوقات. قال عن سجن حياته: «هذا السجن الذي أعيش فيه من وراثات كأنها الجدران، هل كان من الممكن الخلاص منها؟ حاولت كثيرًا كما يحاول كل سجين أن يفلت، ولكني كنت كمن يتحرك في أغلال أبدية، والنسبة الضئيلة التي تركت لي حرة من حياتي قضيتها كلها في الكفاح والصراع ضد العوائق، حريتي هي تفكيري، أنا سجين في الموروث، حر في المكتسب».

## مقتطفات من الكتاب
كتب الحكيم يروي ما عرفه عن حياة والده ووالدته في أيامهم الأولى: : ذهبت العروس إلى المحلة الكبرى. وما كانت تدخل بيت زوجها حتى صدمت. لم تجد هناك شيء يؤكل، اللهم إلا علبة صغيرة بها قليل من السمن، قد أغلق عليها بالقفل والمفتاح كأنها علبة جواهر! . وسألت زوجها عن مرتبه الحقيقى فقال: عشرة جنيهات. فصرخت من الفزع وقالت: فقط؟!. إن أهله عند خطبتها قالوا: «مرتبه أكثر من عشرين جنيها غير اللى يخش له».  فصاح فيها: يخش لى؟  أنا وكيل نيابة؟ ! أيمكن لوكيل نيابة نزيه أن يدخل له شئ غير مرتبه الرسمى. ومع ذلك فالعشرة جنيهات مخصوم منها أيضا احتياطي المعاش. وهنا لطمت صدغيها كما قالت لى وشعرت بالخوف من المستقبل. . فقد كانت ذات طبيعة متناقضة. فيها جرأة وفيها خوف في نفس الوقت، جرأة على الناس. وخوف على نفسها!. وجعلت تفكر طويلاً في طريقة تؤمن بها حياتها.
.........
لم يرني والدي يوم ولدت. . . كان متغيبًا في عمله بعيدا، في بلدة صغيرة من بلاد الريف . . . كان وقتئذ وكيلا لنيابة مركز "السنطة"، فترك والدتي تذهب لتلدني في بلدها "الإسكندرية" حيث تتوفر لها العناية الصحية. وهناك . . . في هذا الثغر. وفى حى "محرم بك"؛ بمنزل اختها الكبرى هبطْت إلى الدنيا. . . وقد بعث زوج الأخت - أي عديل والدى بخطاب إليه يقول فيه بالنص: أرسلنا إليكم اليوم تلغرافًا تبشيراً بقدوم نجلكم السعيد وتفصيل الخبر: أنه في الساعة العاشرة مساء الأمس شعرت السيدة حرمكم بألم يشبه الطلق. فأردت إرسال الخادم إلى القابلة. فامتنعت بقولها: ربما لا يكون الأمر كذلك. . . ولم نزل مترقبين حالتها إلى الساعة الثانية بعد منتصف الليل حيث اشتد الألم، ولم يعد هناك شك في اقتراب الوضع . وعندها أرسلنا الخادم. . . وفى الساعة الثالثة حضرت القابلة وباشرت أعمالها. . . إلى أن كانت الرابعة، أقبل "أخينا" مصحوبًا بسلامة الوصول وقد رأيته صباح اليوم فوجدته مثل أبيه، ولكن بدون شوارب. انتهى كلام العديل الفاضل . . . وقد أشر والدى على هذا الخطاب بالقلم الرصاص، موضحا بما فطر عليه من دقة سنرى دلائلها فيما بعد. . . كتب يقول: "كنت هذا اليوم موجود بالسنطة، فورد لي تلغراف من الأخ عديلى صورته: "رزقتم ولداً فأطمئنكم وأهنئكم". وقد كنت في ذلك الوقت في أودة الجلسة أتكلم مع القاضى علي بك جلال في شئون مختلفة، وكانت الساعة وقتئذ 12 ونصف أفرنجي". ونقل والدى هذه التأشيرة إلى دفتر صغير خاص اعتاد أن يدون فيه بعض شئونه - عثرت على هذا الدفتر بين مخلفاته بعد وفاته - أضاف فيه إلى ما تقدم هذه العبارة: "تحرر إلى خطاب آخر من عديلى يطلب تسمية المولود، فلم أوفق إلى اسم له فحررت إليه جوابا بأنى فوضت الأمر إلى والدته في التسمية. ثم ذهبت إلى الإسكندرية وزرت زوجتي فوجدتها متحسنة الصحة وأخبرتني أن الغلام سمى باسم "حسين توفيق الحكيم" فلم يرق هذا الاسم عندى، وصممت على تغييره بالطريقة القانونية. وفى نفس اليوم توجهت إلى المصوراتى "مظهر حاوي" وطلبت منه أن يصورنى في ست لوحات، لأنى أردت الاشتراك في السكة الحديدية بين محل عملى في الريف والإسكندرية.
هذا ما كتبه والدى في دفتره خاصا بمولدى. . . ولست أعرف شيئاً بالطبع عن اللحظة التي ولدت فيها. . . وهذا من سوء حظى؛ بل من سوء حظ البشر جميعا أن نولد في غيبوبة تامة من عقولنا. فكل عضو من أعضائنا يتحرك حين نولد، إلا ذلك الجزء منا الذي ندرك به الحياة التي هبطنا إليها . ترى ماذا كان يحدث لو أننا واجهنا الحياة بعقول مدركة منذ اللحظة الأولى؟ . . . كان يحدث العجب... كنا نفقد عقولنا للفور من هول الأعجوبة. . . أعجوبة الحياة في انكشافها المفاجئ أمام القادم من عالم الظلام والوحدة والعدم.
.........
كل هذا وقع وأنا في السنوات الأولى من عمرى. في تلك السن التي لا تستطيع معها الذاكرة أن تخترق الضباب الكثيف المحيط بها. فنحن عندما نريد أن نرتد بذاكرتنا إلى الطفولة نجدها قد انتهت إلى شبه جدار أسود أصم نصطدم به، لا نبصر بعده شيئًا. اللهم إلا بعض صور مبتورة غامضة؛ نحار في معناها ومهما يحاول الكبار تفسيرها لنا فإن هذا التفسير يبدو أضأل بكثير من الحجم الهائل الذي تبدت لنا فيه. ذلك أن كل شئ تحرك في عالم الطفولة اتخذ أشكالا لا يستطيع عقل الكبار أن يحيطوا به ليفسروا على حقيقته التي ظهر بها في ذلك العالم الصغير الكبير الغامض من ذلك منظر تلك العفاريت. المتدثرة في البياض أو السواد التي كانت تظهر لي خلف الأبواب 
.......
سنوات متتالية . . كانت فترات الشفاء أندر من فترات المرض أذكر أن جدتى قالت لى يومًا ونحن في الإسكندرية ذات صيف: سآخذك لزيارة مقام سيدى الطرطوشى! . . وهو مشهور بشفائه للأمراض وخاصة للحمى التي كانت تلازمني ملازمة الرفيق السوء. . كان هنالك شرط لا بد منه: أن أفى بنذره المعروف وهو الامتناع التام عن أكل الجبن الرومى . . كان يقال إنه يمقت الجبن الرومى . . وكنت بالطبع أصغر سنا من أن أناقش هذا القول. وأسأل: هل سيدى الطرطوشي وهو من أولياء الله الغابرين، كان معاصراً لظهور الجبن الرومي؟! نذرت له ذلك النذر بكل إخلاص الطفل المؤمن الساذج ونفذته بكل أمانة ودقة . . أذكر أنى لبثت مدة طويلة لا أقرب هذا الجبن ولا أمسه بشفتي مع حبي الشديد له .. وشفيت فعلاً.
.....
على أن طفولتنا بوجه عام لم تكن طفولة مدللة . . فأنا لا أذكر أنى تلقيت من أهلى لعبة من اللعب. . إلا مرة دخل علينا والدى في يده وابور صفيح صغير في حجم الإصبع، يباع في الشوارع بنصف قرش،  قدمه إلى بزهو وهو يقول: «خد العب يا وله». فلم أفرح به كثيرا لأنه كان ضئيلاً جدا ولا يسير إلا دفعا باليد. . لا يملاً بمفتاح، ولا يبهج لونه النظر. . ولم نكن نعرف هذا الذي يسمونه اليوم عيد الميلاد، ويصر على الاحتفال به أولادنا وأحفادنا ويطالبون فيه بالحلوى والشموع والهدايا وإرسال الدعوات. . ما كنا نذكر قط أو نعرف لنا أيام ميلاد.
.........
لست أعتقد أنى كنت مختلفًا عن غيري من الأطفال في هذه السن، التي هي دون العاشرة، أو على أبوابها . . لعل تلك هي إحساسات الجميع في مثل هذا العالم الصغير العميق العجيب. حاولت أن أرجع بذاكرتي إلى حدود تلك المنطقة لأعرف هل كان لى وقتئذ نوع من الإحساس بالجمال والشعور بالحب؟. يبدو لى أنى شعرت بشيء كهذا. . على نحو غامض بالطبع . . يخيل إلى أنى كنت أحس بإحساس خاص نحو طفلة في مثل سنى أو أصغر قليلاً . . أذكر أنها كانت شقراء الشعر . . هي ابنة لاحدى الأسر في الأقاليم، كان بيننا وبينها تزاور. كنت أحلم ليلا بهذه الشقراء الصغيرة!. وكنت أتلهف على لقائها واللعب معها والغضب المكتوم والحسرة والحزن والاكتئاب كلما لمحت منها اهتمامًا بغيري من الأطفال، كما كنت أشعر بسعادة دافقة إذا أقبلت على وفضلتني في اللعب معها على سواى . . ثم كان أن أحضروا من الريف طفلة في العاشرة لتعمل خادما لدينا . . تأملت وجهها فوجدته دقيق القسمات خمري اللون. . لست أدرى ماذا حدث في قلبى الصغير يومئذ. . كل ما أعرف هو أن ميلاً غامضاً جذبني إلى هذه الصبية اللطيفة، فصرت أعطف عليها عطفاً خاصا وأحميها ممن يغضبها أو ينتهرها . . إلى أن اختفت يومًا من حياتى. . جاء أهلها فيما يظهر ذات يوم في غفلة منى وأخذوها. . فحزنت كثيراً على ذهابها.
......
لا تعلق ذاكرتى بشيء ذي بال في سنتي الأولى الابتدائية سوى أنى عرفت زميلا كان يلعب معى أيام العطلة الأسبوعية وفى يوم جمعة جاء إلى منزلنا بشارع الخليج المصري يحمل نفيراً كبيراً مكسوراً لفونغراف قديم صرنا نلعب به ساعة، وإذا بوالدي يقبل علينا في طريق خروجه متكئاً على عصاه؛ فلما رأى زميلى وكان يصغرني في السن قال له: «أنت مع الولد توفيق في الفصل؟» فأجابه بالإيجاب. فسأله عني هل أنا مجتهد؟. فما كان من زميلى وصديقى الذي كنت ألاعبه منذ لحظة ويلاعبنى بكل صفاء وهناء إلا أن قال بكل بساطة: «هو بليد». ثم أردف قائلاً عن نفسه: «وأنا شاطر». وعندئذ لم أشعر إلا وعصا والدى قد رفعت في يده لتنهال على جسدى«دون سؤال أو تحقيق، ففرت جاريًا هاربًا واختبأت تحت سريرى. وتبعنى والدى بالعصا وهو يصيح: يا خايب يا تنبل والله لأوريك!، وسمع صياحه من في البيت، وأقبلت والدتى وجدتى تسألان عن الخبر فقال لهما والدى وهو يبعدهما عن طريقه:» الولد بليد وغير فالح في المدرسة. الولد الأصغر منه شاطر وهو خائب! وانحنى يبحث عني بعصاه تحت السرير.

## نقد وتعليقات
كتب محمد عاشور في مجلة «صباح الخير» في 4 أبريل 2018: «يتحدث عن التناقض الذي عاشه في حياته بين والدين أحدهما صارم شديد في التعامل، وأم لم تكمل تعليمها وتؤمن بالجن والعفاريت، مشيرا أن هذا التناقض أثر في شخصه وتصرفاته»، ويتابع الكاتب قائلاً: «الرسالة إلى أراد توفيق الحكيم توجيهها إلى المجتمع من خلال» سجن العمر«هي نشر الحرية، ودعمها، حتى يكون المجتمع خاليا من سجون الفكر، قبل سجون الجسد، فقد دعا إلى الحرية في اختيار نوع التعليم،  والهواية، وعدم فرض الآراء على الآخرين، لأنه حتما التفكير سيختلف، والعقول ستتغير، ولن نضمن الاستمرار في الحياة إلا بالحرية».
كتب سعيد زكي على موقع صحيفة القاهرة الإلكترونية في 18 فبراير 2022: «يعد توفيق الحكيم نفسه سجين والده وإرادته واختياراته وتدخله في كل شيء يخصه، وكذلك والدته لذلك يشعر أنه يعيش في سجن يقول توفيق الحكيم: هذا السجن الذي أعيش فيه من وراثات كأنها جدران، هل كان من الممكن الخلاص منها؟.. حاولت كثيرا كما يحاول كل سجين أن يفلت، ولكني كنت كمن يتحرك في أغلال أبدية.. وبدت المأساة لعيني عندما خيل إليّ يومًا أني أحلل نفسي، أني لا أعيش حياتي إلا في نسبة ضئيلة.. أما النسبة الكبرى فهي تلك العجينة من العناصر المتناقضة التي أودعت تلك النطفة التي تكونت منها.. والنسبة الضئيلة التي تركت لي حرة، قضيتها كلها في الكفاح والصراع ضد العوائق التي وضعها أهلي أنفسهم في طريقي، ومن خلفهم».
كتبت إسراء سيف على موقع  الميزان: «هذا النوع من القلق الذي يلازم صاحبه طوال الوقت ويحاول بكل الطرق مهاجمته، ولكن يبدو أن توفيق الحكيم لم يكن من هؤلاء الذين يتحدثون عن معاناتهم سوى مع القلم والكلمات، وربما لو كان بيننا الآن لانضم إلى يوميات القلق وسجل لحظاته مع مهاجمته وأفادنا بطرقه الخاصة لطرده من روحه».
أعد طلبة كلية الآداب والعلوم الإنسانية - جامعة ابن طفيل بالمملكة المغربية دراسة نقدية عن «سجن العمر» جاء فيها: «الشخصية التي نسجت الأحداث وتفاصيلها وكشفت عن آلامها وآمالها، وأظهرت ميولها الفنية والأدبية والموسيقية، فتمثلت بتوفيق الحكيم، وقد عمد المؤلف برسم صورته من خلال طفولته، ومراحل تعليمه، والأحداث التي عصفت به، والعناصر التي تكلفت بتكوين صيغته، ومحطات فشله ونجاحه»، يتابع الكاتب قائلاً: «تندرج رواية توفيق الحكيم «سجن العمر» ضمن الأعمال الإبداعية السيكولوجية المهتمة بأفراد العائلة ومشاكل المجتمع، وهي عبارة عن سيرة ذاتية في أدب توفيق الحكيم، سرد فيها تاريخ حياته منذ الولادة إلى تلك اللحظة التي عاد فيها من فرنسا دون تحقيق هدفه».
كتب ممدوح فراج النابي على موقع بوابة أخبار اليوم في 27 يوليو 2021، وأيضا على موقع مجلة الكلمة في أغسطس 2021: "لا خلاف على القيمة الأدبيّة والفكريّة التي يمثّلها توفيق الحكيم (1898 - 1987) في حياتنا الثقافيّة، فإسهاماته الإبداعيّة لم تتوقف عند فن بعينه، وإنما توزّعت على معظم الفنون الإبداعيّة، وهو في كل هذا غير مُقلدٍ أو منتمٍ إلى مدرسة سابقة عليه، بل مُجدِّد ومبتكّر في كثير من الأشكال (كالمسرح الذهني، والرواية، وأيضًا فن المقال)، بل كان له رؤيته الرائدة والثاقبة في حوارية النصوص، أو ما أطلق عليه فيما بعد التناصية، وإنتاجية النصوص كما عند جوليا كريستيفا، فهو يقرُّ بتناص وتداخل النُّصوص فيما بينها، وهو ما يعنى أنه ضدّ فكرة نقاء الأنواع التي ردّدها البعض على استحياء، فالنصُّ عنده أشبه بما يقوله رولان بارت  بأنه "نسيج لأقوال ناتجة عن ألف بؤرة من بؤر الثقافة"، يتابع الكاتب وصف اسلوب الكتابة عند توفيق الحكيم قائلاً: "نحا منحى التجديد والمغايرة، فلم يتمثّل لشكل التراجم في كُتب التراجم والطبقات الذاخرة بسير الأعلام والمحدِّثين، كما لم يُجارِ طه حسين في كتابه "الأيّام" (1929)، وإنما وزّع سيرته على أعماله الروائيّة تارة، وصاغها في قالبٍ غربيّ على نهج السير الغربيّة تارة أخرى كما في «سجن العمر»، إضافة إلى ابتداعه شكلاً جديدًا تمثّل في صبها في قالب الرسائل كما في "زهرة العمر"، هكذا كان الحكيم مبتكّرًا ومجدِّدًا ومؤسِّسًا - في الوقت ذاته - لبعض الفنون النثريّة كالمسرح الذهني".
كتب محمد برادة على موقع ثقافات في 25 أغسطس 2016: «إن توفيق الحكيم لم يكتب سيرته الذاتية في مطلع حياته الأدبية، ولم ينشر لمحاتٍ من سيرته إلا في سنة 1964 «سجن العمر»، بعد أن توقَّف عن كتابة الرواية. على ضوء هذه الملاحظة، فان قراءة روايات الحكيم تلفت النظر إلى حضور» أناه«مُتدثرةً بغلائل التخييل. صحيح أنه يُعبر من خلال شكلٍ روائي، إلاَّ أن بروز» أنا«التخييل بقوة، يُبرّر اعتماد مفهوم التخييل الذاتي لاستجلاء ملامح تلك الذات المعبَّر عنها، والوقوف عندما حقَّقَهُ هذا الاختيار على مستوى الكتابة وعلى مستوى الإلحاح على الفردانية بوصفها أفقا لتحرير الذات ولبلورة وعيها داخل المجتمع. ذلك أن سياق الثلاثينيات في مصر، كان مُقترناً بالنضال من أجل استكمال الاستقلال وإرساء أسس ليبرالية تعترف بالفرد وبدوره في تغيير القيم والعلائق…فهـي ليست فردية نرجسية أو انعزالية، على نحو ما سنبين عند تحليل الروايات. لقد كان توفيق الحكيم بمساره الغني والثقافي والاجتماعي، ملتقى لتفاعلات ثرية عملت على تقليب تُرْبَةِ الحقل الأدبي المصري منذ العشرينات. ورغم اتفاقه مع مبدعين آخرين من جيْله في بعض التصورات والمثُل، فإنه سعى إلى تمرير رؤية لها خصوصيتها إذْ جعل من النص الروائي وسيلة لرسم ملامح عالمٍ يستند إلى تخييل ذاتيّ وسَّع أمامه إمكاناتِ التعبير وبنيات الشكل».
أعد سامر صدقي محمد موسى من جامعة النجاح الوطنية في نابلس – فلسطين دراسة نقدية تحليلية في 2010 جاء فيها: «هذه الدراسة إضافة دالّة على تلك المكانة التي حظيها الحكيم، وإظهار لدوره في بناء فـن السيرة الذاتيّة، وإسهامه في تطوّر فن الرواية؛ إذ جمع بـين مادّة الأولى، وتقنية الثانية، ونصوصه، موضع الدراسة، مثال على ذلك الجمع، ورصد للتعالق بين الأجناس الأدبيّة، وكشف عن ميوعة حدودها، وصعوبة الفصل بينها، فالأمر يتطلب التحليل، والتحقق، والمطابقة، أو المقاربة بين عناصر تلك الأعمال».

## وصلات خارجية
https://uokirkuk.edu.iq/library/book/9678 سجن العمر
https://www.goodreads.com/book/show/5985401 سجن العمر
https://www.youtube.com/watch?v=tD1kUS3Gxkc سجن العمر
https://www.youtube.com/watch?v=_XKhxaL85UU سجن العمر